# Бродерсбі (Рендсбург-Екернферде)
Бродерсбі (нім. Brodersby), також Бродерсбю (дан. Brodersby) — громада в Німеччині, розташована в землі Шлезвіг-Гольштейн. Входить до складу району Рендсбург-Екернферде. Складова частина об'єднання громад Шляй-Остзее.
Площа — 9,79 км2. Населення становить 690 ос. (станом на 31 грудня 2020).